# Malcolm Tod
Malcolm Tod, in deutschsprachigen Ländern Malcolm Todd (* 10. März 1897 in Winshill bei Burton-upon-Trent; † 1. Juli 1968 in Pitlochry, Schottland) war ein britischer Schauspieler mit moderater Karriere beim heimischen und kontinentalen Stummfilm.

## Leben und Wirken
Über das Leben Malcolm Tods ist nur sehr wenig bekannt. Bevor der Sohn eines Brauers zur Schauspielerei stieß, wurde er eingezogen und diente während des Ersten Weltkriegs an der Westfront. Am 6. September 1917, als er gerade als Second Lieutent beim 1. Bataillon der Black Watch (Royal Highlanders) diente, heiratete Tod die ein Jahr ältere Margaret Bates.
Nach der Entlassung in das Zivilleben wechselte Tod zur Schauspielerei und arbeitete zunächst als Kleinstdarsteller (so genannte „walk-on-parts“ und „crowd work“, also Statisterie in Massenszenen), ehe er größere Neben- und schließlich sogar Hauptrollen erhielt. Vor der Kamera überzeugte er vor allem in Rollen smarter, leicht snobistischer Adeliger und Gentlemen. 1924 kam er auch nach Deutschland und wurde im dortigen wie im österreichischen Stummfilm sporadisch eingesetzt. Um seinem Nachnamen den (für deutsche Ohren) mortalen Klang zu nehmen, hing man an Tod ein weiteres „d“ an.  
Ein Ausflug nach Hollywood 1925 brachte keinerlei Angebote. Am 19. Oktober 1925 kehrte Tod daraufhin nach England zurück. Im Tonfilm konnte er sich nicht wirklich durchsetzen. Im Januar 1931 heiratete Malcolm Tod erneut; diesmal die Schauspielerin Jane Wood. Nach seinem letzten Film 1934 verliert sich seine Spur.

## Filmografie (Auswahl)
- 1921: Corinthian Jack
- 1922: A Bachelor’s Baby
- 1922: Dick Turpin’s Ride to York
- 1922: The Crimson Circle
- 1922: Expiation
- 1922: The Romany
- 1923: The Audacious Mr. Squire
- 1923: Herrin der Pussta (Das Bildnis)
- 1924: Hutch und die Erbschleicher (Hurricane Hutch in Many Adventures)
- 1925: Die Stadt der Versuchung
- 1925: Le puits de Jacob
- 1926: Sind Frauenherzen käuflich? (Rue de la Paix)
- 1926: The Woman Tempted
- 1926: The Chinese Bungalow
- 1927: Poppies of Flanders
- 1927: Mon Paris
- 1927: Karneval des Lebens (Il carnevale di Venezia)
- 1928: Die Stunde der Entscheidung (The Woman Disputed)
- 1928: Saxophon-Susi
- 1928: André Cornalis
- 1928: Die Siegerin (After the Verdict)
- 1929: Der Mitternachtswalzer
- 1930: Napoli che canta
- 1933: Love’s Old Sweet Song
- 1934: Nine Forty-Five